# Масса (кантон)
Масса́ (фр. Massat) — кантон во Франции, находится в регионе Юг — Пиренеи, департамент Арьеж. Входит в состав округа Сен-Жирон.
Код INSEE кантона — 0909. Всего в кантон Масса входят 6 коммун, из них главной коммуной является Масса.

## Коммуны кантона
| Коммуна | Население, чел. (1999) | Почтовый индекс | Код INSEE |
| ------- | ---------------------- | --------------- | --------- |
| Алё     | 122                    | 09320           | 09005     |
| Буснак  | 184                    | 09320           | 09065     |
| Бьер    | 284                    | 09320           | 09057     |
| Ле-Пор  | 190                    | 09320           | 09231     |
| Масса   | 589                    | 09320           | 09182     |
| Сулан   | 324                    | 09320           | 09301     |

## Население
Население кантона на 2008 год составляло 1888 человек.
| 1962  | 1968  | 1975  | 1982  | 1990  | 1999  | 2006  | 2007 | 2008 |
| ----- | ----- | ----- | ----- | ----- | ----- | ----- | ---- | ---- |
| 1 871 | 2 219 | 1 915 | 1 714 | 1 706 | 1 693 | 1 863 | —    | 1888 |